# 祀典武廟
祀典武廟，又稱臺南大關帝廟，位於臺灣臺南市中西區，主要奉祀關聖帝君。其為臺灣早期建造的關帝廟，該廟宇為17世紀中葉，永曆十九年（1665年）鄭成功子鄭經於承天府（今臺南市）建文、武、真武、城隍諸廟。武廟即今日之祀典武廟，在赤崁樓之南，由關帝廳擴建而成。

## 歷史沿革

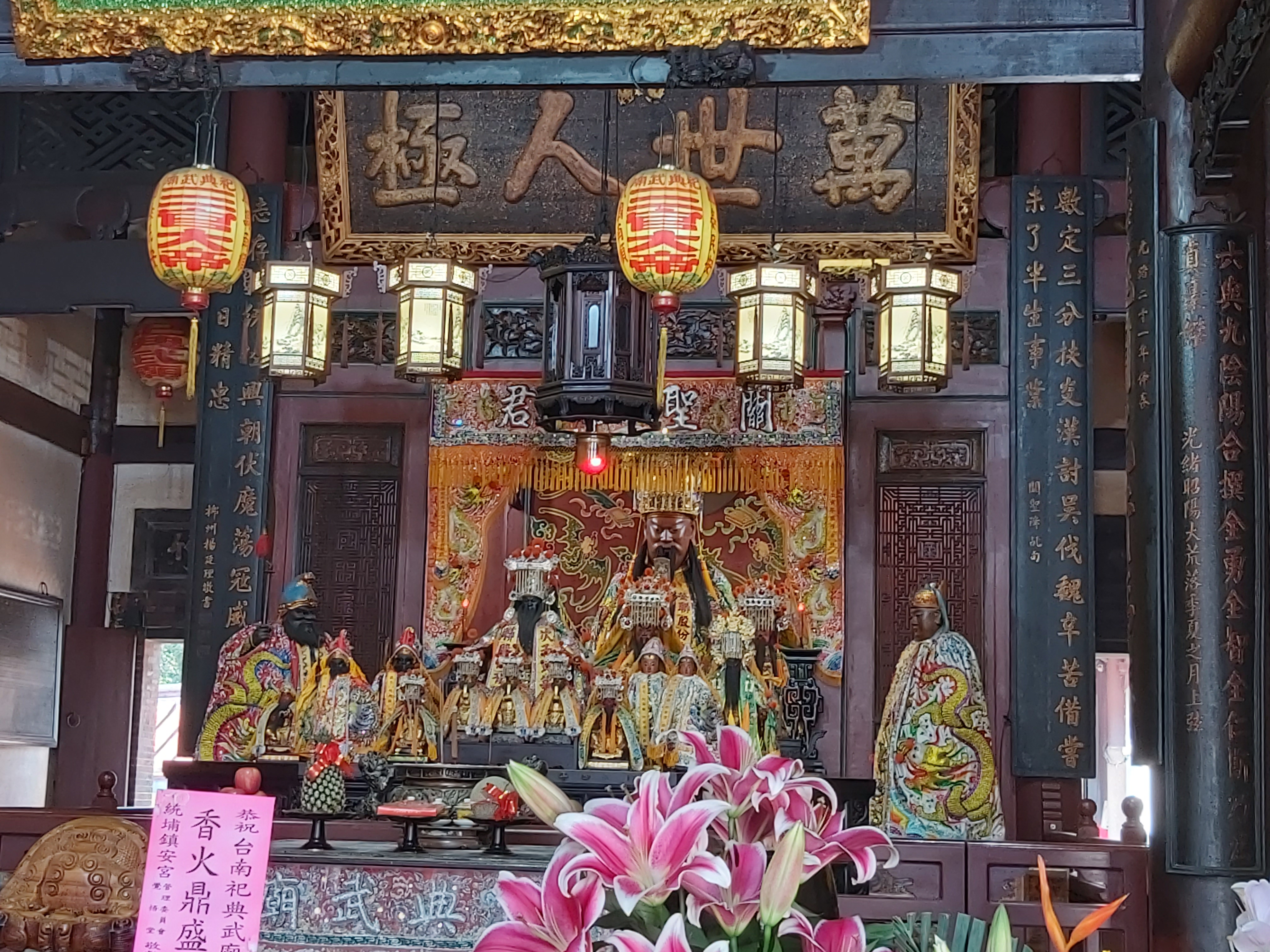
正殿關聖帝君坐像

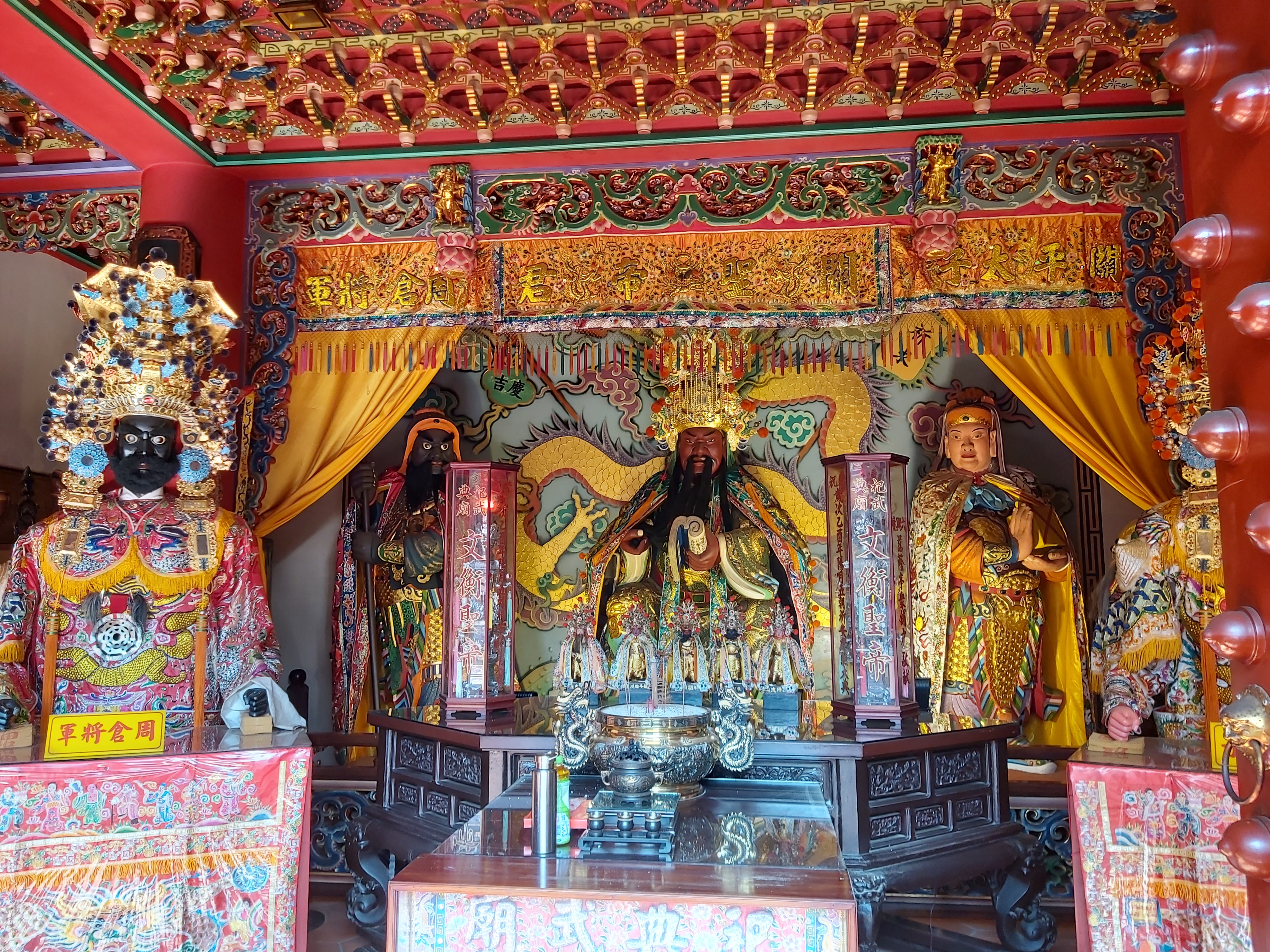
春秋樓關聖帝君坐像

1720年代，清世宗雍正帝為了消弭反滿思想，極力排斥民間將宋代「抗金」名將岳飛與關公並祀，除了宣揚佛教之外，清朝於中國境內不斷提升關公的地位，也因此在雍正三年（1725年），追封關帝祖宗三代為公爵，並將全國部分大型關帝廟改為官祀，並加設三代殿。受此影響，當時稱為「大關帝廟」的該廟，改名並晉昇為現今的「祀典武廟」，而該名稱沿用至今。
據祀典武廟管理委員會蒐集之文獻資料內容，祀典武廟位於赤崁樓正南方，俗稱「大關帝廟」或「武廟」，係為了區別在新美街上的另一座被稱為「小關帝廟」的開基武廟而言。祀典武廟以其建廟之早、文物之豐、格局之壯偉、地位之尊崇，故其名列臺灣地區重要一級古蹟。
明鄭時期，永曆十九年（1665年），鄭經於臺南府城建造許多廟宇，其中建「文廟」於桂子埔（又稱鬼仔埔，即今日臺南孔子廟）；建「真武廟」於鷲嶺，（即今日中和境北極殿）；立明室宗廟於承天府署（赤崁樓）西南方，（即今日大天后宮）；又建關帝廟、佛祖廳於宗廟之東北角，亦即赤崁樓之正南方，亦有城隍廟。關帝廟正是祀典武廟的前身。但建廟之確切年份，據臺南市政府文化局之相關資訊，尚無法考究其確切年份。
史料上第一次記載之重修為清康熙二十九年（1690年），由臺廈道道員王效宗主持，重建與擴建關帝廳，將廟門改為南向，並擴大格局使其擁有正殿、後殿、左右廡廊及初拜殿、三川門、廟前石埕等，即大致抵定今日所見之格局。
而另一次有紀錄之重修紀錄，後式微。康熙五十五年（1716年）由臺廈道陳濱主持重修，次年改建為規模龐大的廟宇。雍正三年（1725年），清廷敕封關公的祖先三代公爵，並製神位，供奉於後殿三代廳。且於雍正五年（1727年），奉旨舉辦春秋二祭，使之成為全臺規模最大，也是唯一擁有「祀典」尊崇的武廟，並與「全臺首學」之臺南孔子廟並列，享有「祀典武廟」之稱。
在謝金鑾《續修臺灣縣志》後，地方文獻就缺乏大關帝廟修建的紀錄。然經昭和四年（1929年）所立「祀典武廟落成建醮碑記」所載，光緒十三年（1887年）仍有重修。1895年臺灣改隸進入日治時期後，武廟不再列入官方祀典，也失去其原為官方單位之優勢地位，但仍在人民心中仍維持其信仰上的崇高地位。據「祀典武廟落成建醮碑記」載，明治丙午年（明治三十九年、1906年），地方人士曾復議倡修，但因市區改正而終止。

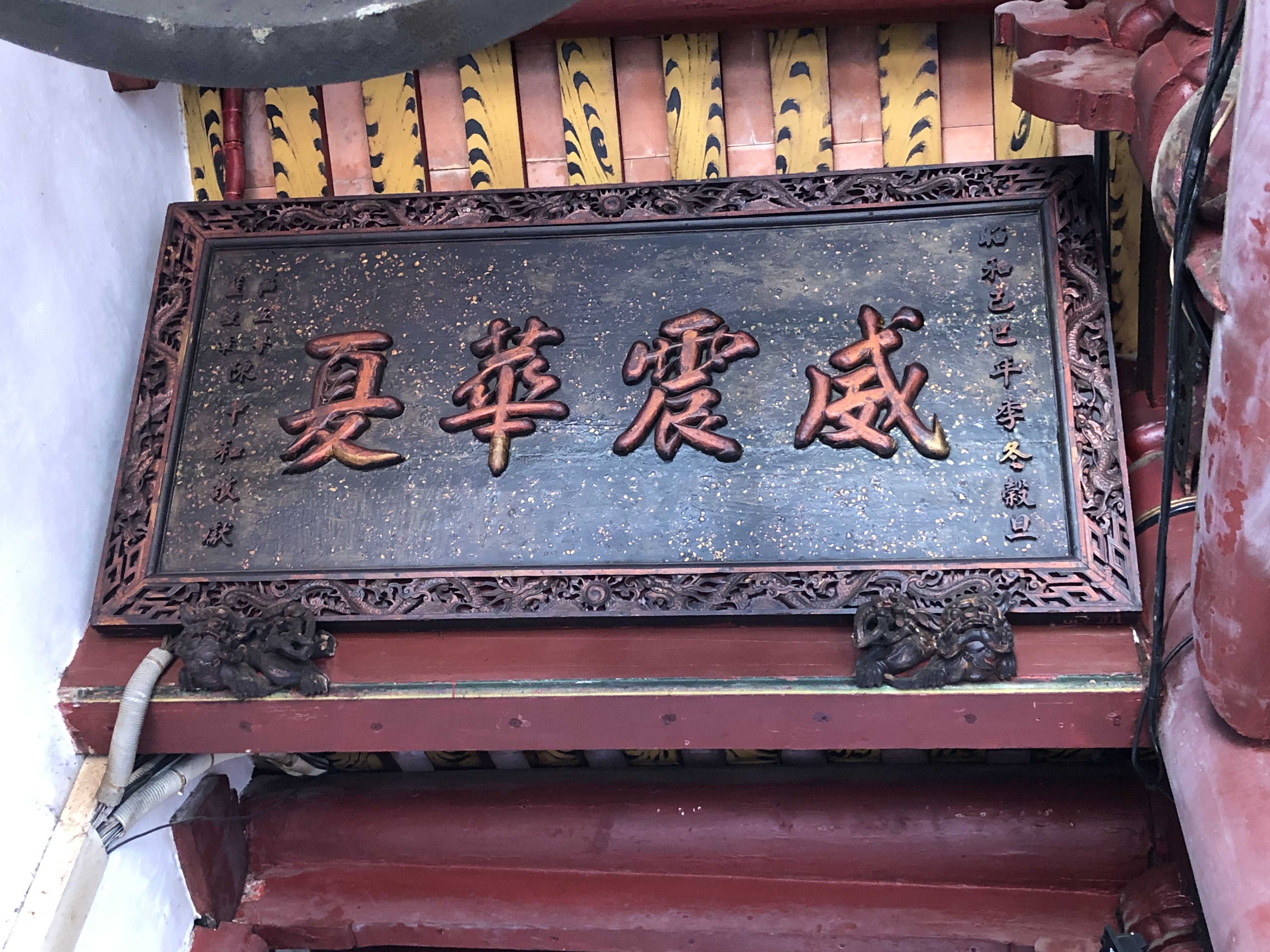
昭和己巳年（1929年）完工後陳中和所贈「威震華夏」牌匾。

昭和丁卯年（昭和二年，1927年），大關帝廟重修，於昭和己巳年（昭和四年，1929年）舉行完工落成典禮。由地方名士羅秀惠提落成建醮碑記。在臺灣民眾黨與新文協對立期間。武廟也成為民眾黨與新文協較勁的地盤。
1983年12月28日，中華民國內政部公告第一批15座一級古蹟名單，祀典武廟名列其中，開始規劃整修。
1997年5月，《文化資產保存法》修法後，不再區分為一至三級古蹟，而採用國定、直轄市定、縣市定三級。祀典武廟改為國定古蹟。

## 祀神[3]
- 正殿：主祀關聖帝君，同祀三官大帝，配祀關平太子、周倉將軍
- 三代廳：主祀武聖祖輩三代：曾祖光昭王、祖父裕昌王、父成忠王之神位，自康熙五十九年（1720年）起祀。同祀洪一棟、尹士俍、蔣允焄、王效宗、陳璸、劉良璧等人之祿位。
- 觀音廳：主祀觀音佛祖(微語觀音)，同祀地藏王菩薩、藥師佛祖、天真武佛，陪祀註生娘娘、福德正神、十八羅漢
- 太歲殿：供奉斗姆元君、左輔、右弼、太歲星君、太陽星君、太陰星君
- 月老祠：供奉月老
- 西社：供奉五文昌帝君—梓潼帝君、魁星星君、朱衣星君、孚佑帝君、文衡帝君
- 六和堂：供奉火德星君、張仙大帝與王天君
- 馬使爺廳：供奉馬使爺

## 建築與文物

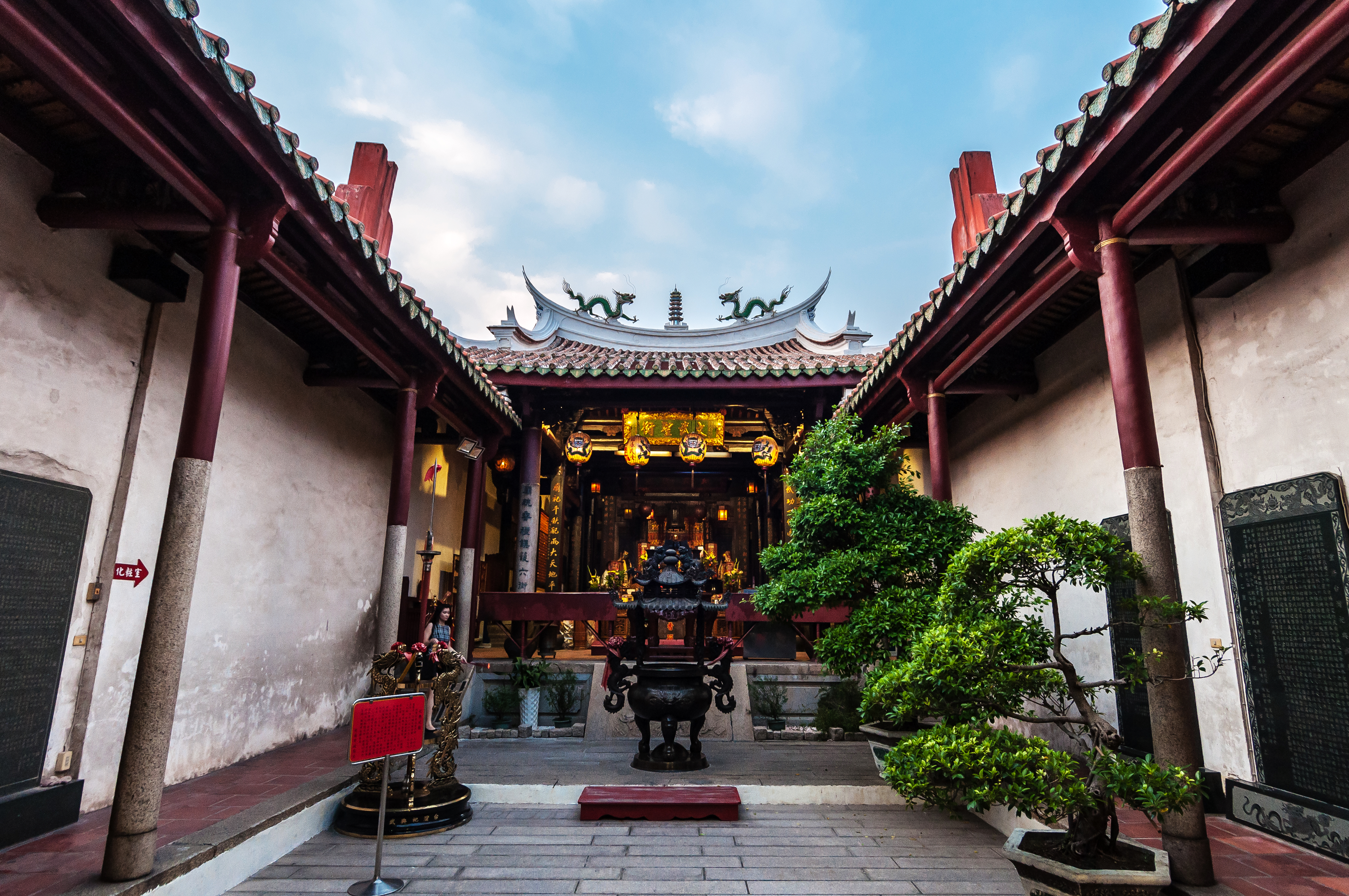
祀典武廟的拜殿
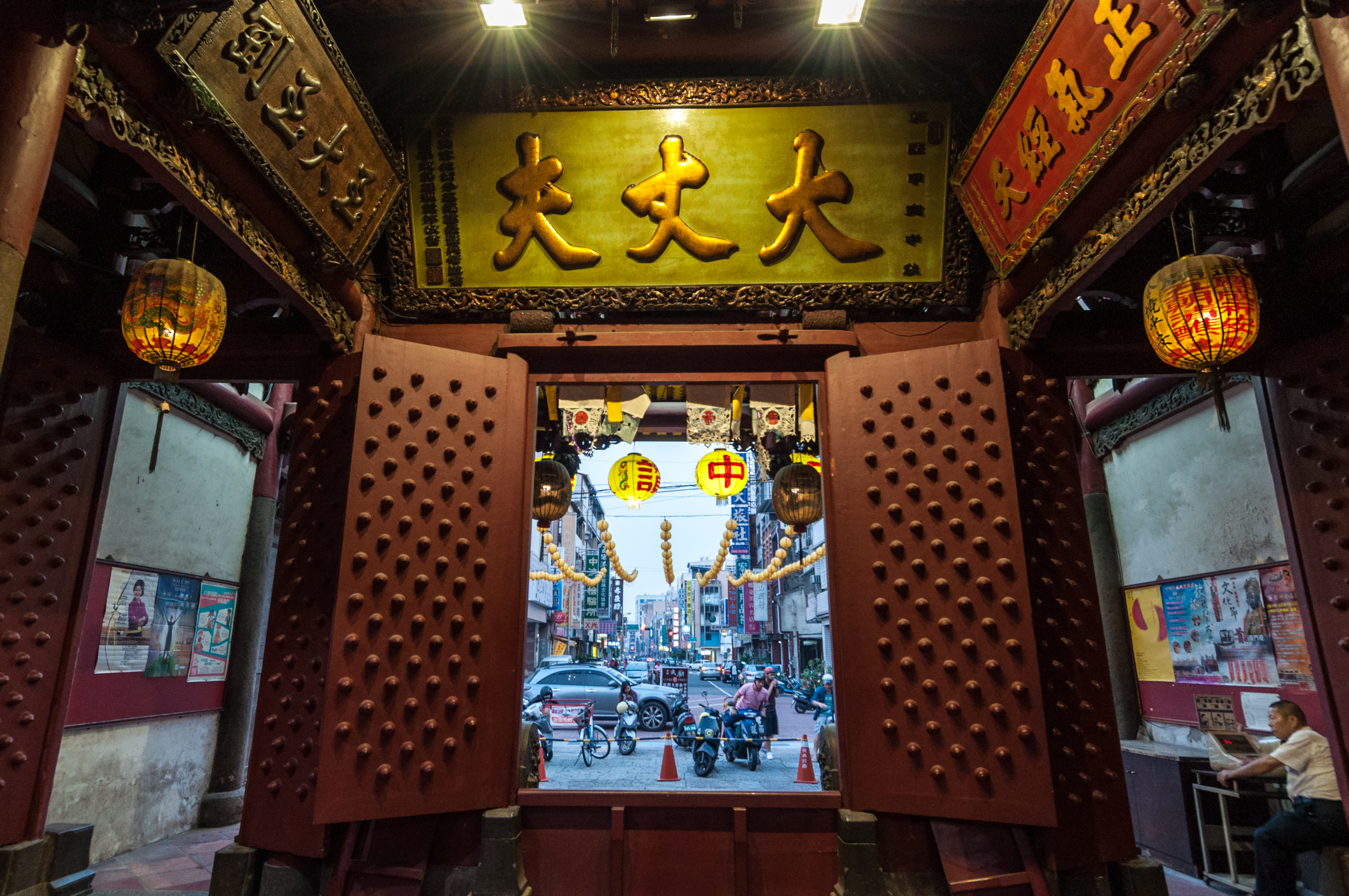
「大丈夫」之匾為府城名匾，為乾隆五十九年（西元1791年）臺灣道道尹楊廷理所題。
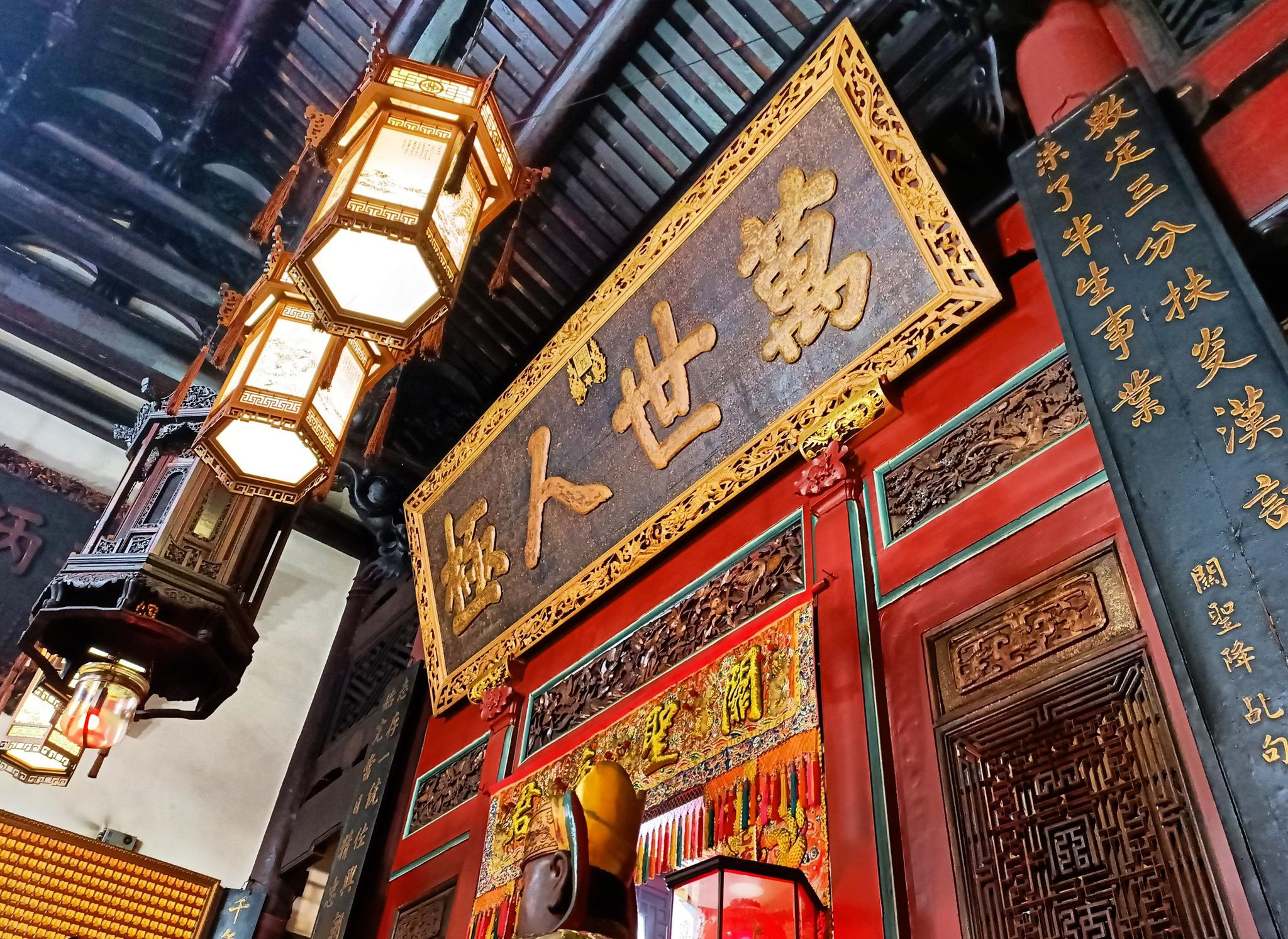
祀典武廟正殿的「萬世人極」匾額，為咸豐皇帝於1857年所御筆。
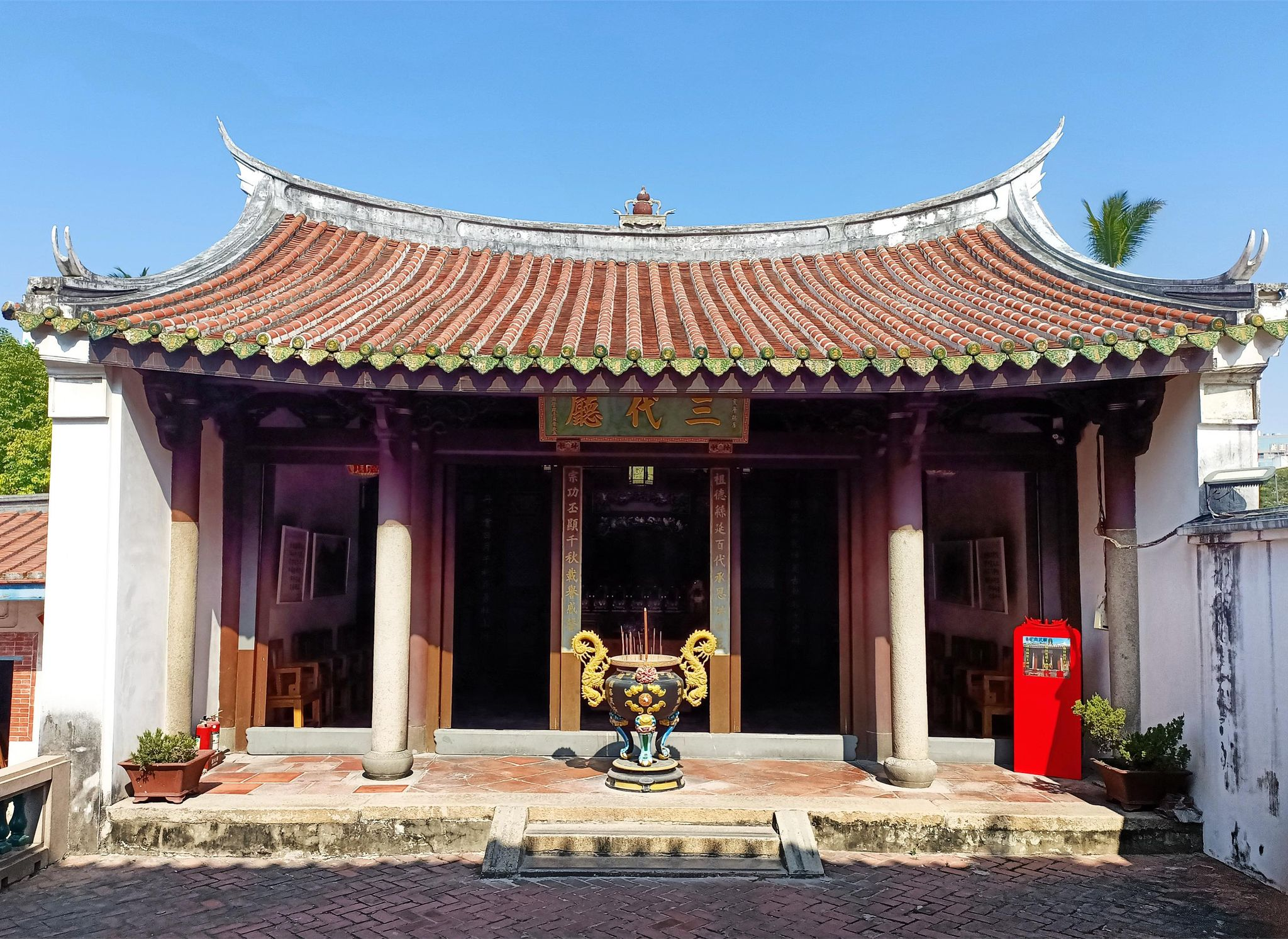
三代廳，為硬山頂三開間建築

### 主殿建築

#### 舊貌

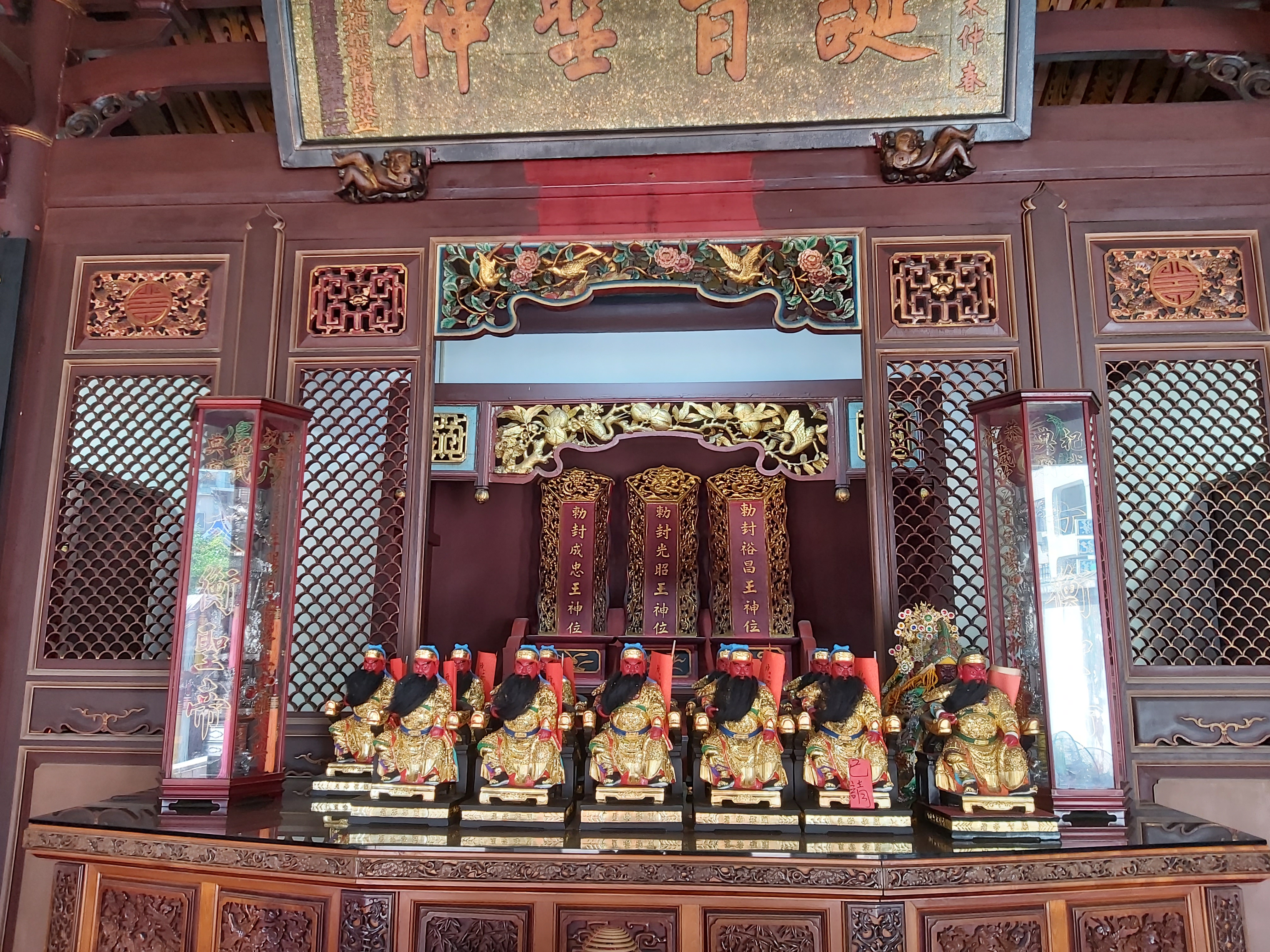
三代廳內光昭王、裕昌王與成忠王之神位

最初一元子園時期的建築包含佛祖廳、上帝廳(今三代廳)、關帝廳(今正殿倒轉180度)形成的院落。祀典武廟規模全盛期，依康熙四十二年蔣元樞《重修關帝廟圖說》所示，當時祀典武廟坐北朝南，有旗杆、八字牆、三川殿、正殿、正殿後天井過水廊、後殿、後殿後禪堂，西側有座北朝南觀音廳院落兩進及照壁，再西側有一院落供奉保生聖母。武廟南方有官廳二進與馬使爺廳面對而立。

#### 今貌
現今的祀典武廟坐北朝南，正面面向永福路、北倚民族路，東路有三川門、初拜殿、丹墀及兩過水廊、再拜殿、正殿、後天井、三代廳，約寬8公尺，縱深66公尺:56。後天井可通往西側坐西朝東觀音廳院落，北側有廟室(太歲廳)、月老祠，南側有北向西社，觀音廳後方有坐北朝南六合堂和軒亭，武廟南方有春秋閣及馬使爺廳，規模宏大。

#### 三川殿、初拜殿、前天井
三川殿硬山頂三開間，開三門，深進9架，牌樓面設在中脊下方將三川殿空間一分為二，因而步口寬闊，後方緊接三開間六架卷棚硬山頂初拜殿，與三川殿後廳空間連為一體。前天井分上下兩高度，左右三開三開間過水廊極為狹窄高挑。

#### 再拜殿、正殿
再拜殿為三開間，8架卷棚歇山頂，與重檐歇山頂的正殿，透過正殿下檐的卷棚暗厝連接，形成一過度空間。正殿較拜殿高出許多，正殿屬於三開間升三開間式，山牆的位置落在邊架架棟的位置，可說是兼顧形式美感及結構。進深13架，點金柱架內為三通五瓜，上下簷間距大，空間高敞，通風採光良好，殿宇氣勢巍峨，大木結構也以雄渾見稱。前點金柱裝設門扇及欄杆，分隔拜殿加卷棚的空間與正殿主要空間。神房設在後點金柱與後牆之間，後牆左右各開一門通往後天井。

#### 後天井、三代廳
後天井左側為磚牆，上有瓦牖，右為綠釉欄杆，有樓梯往下可通觀音廳。三代廳在後天井後方，硬山頂，三開間，深進11架，點金柱架內三通五瓜，前點金柱裝隔扇門，明間六扇隔扇，次間各兩扇。

### 附屬建築

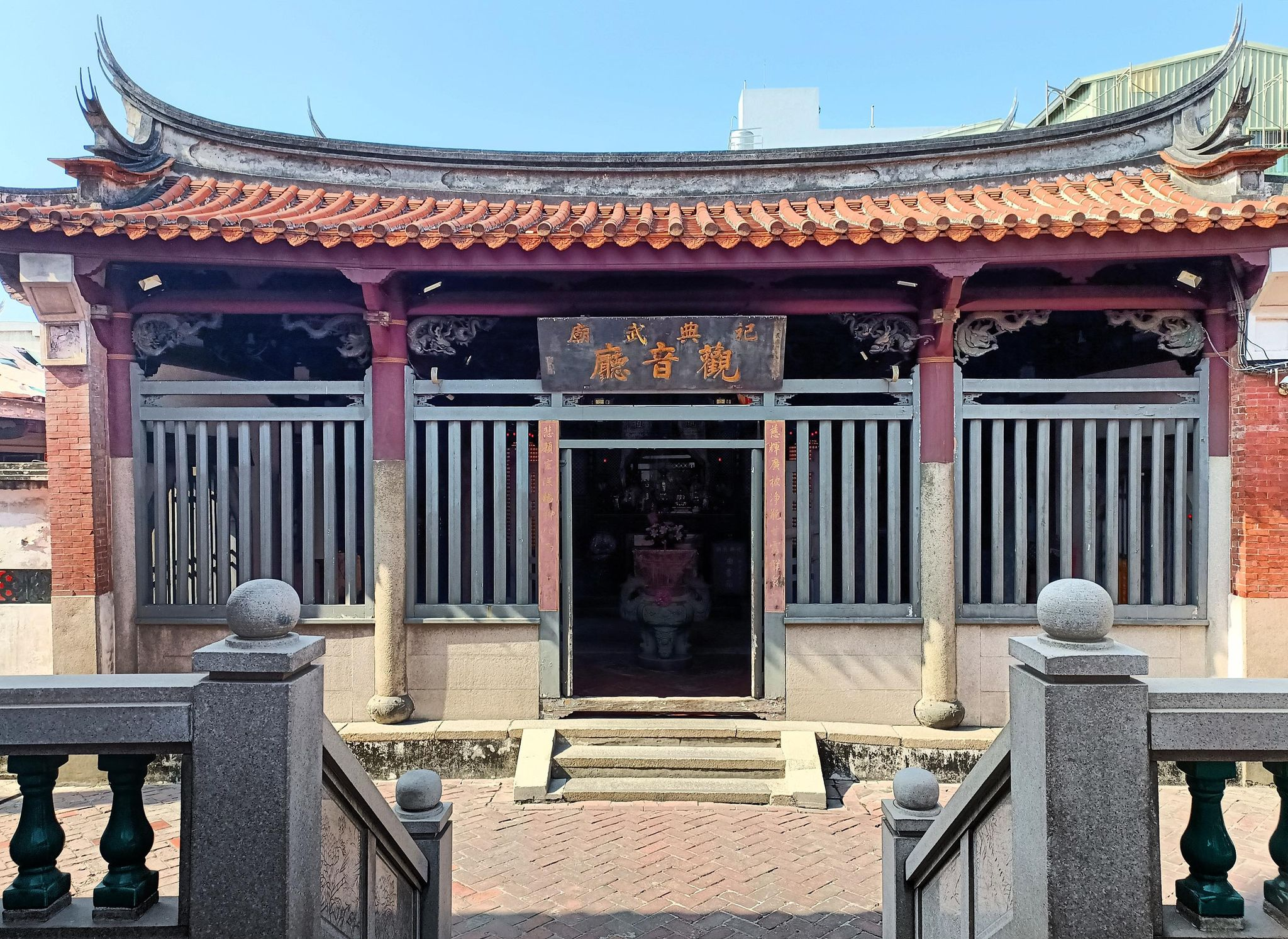
觀音廳
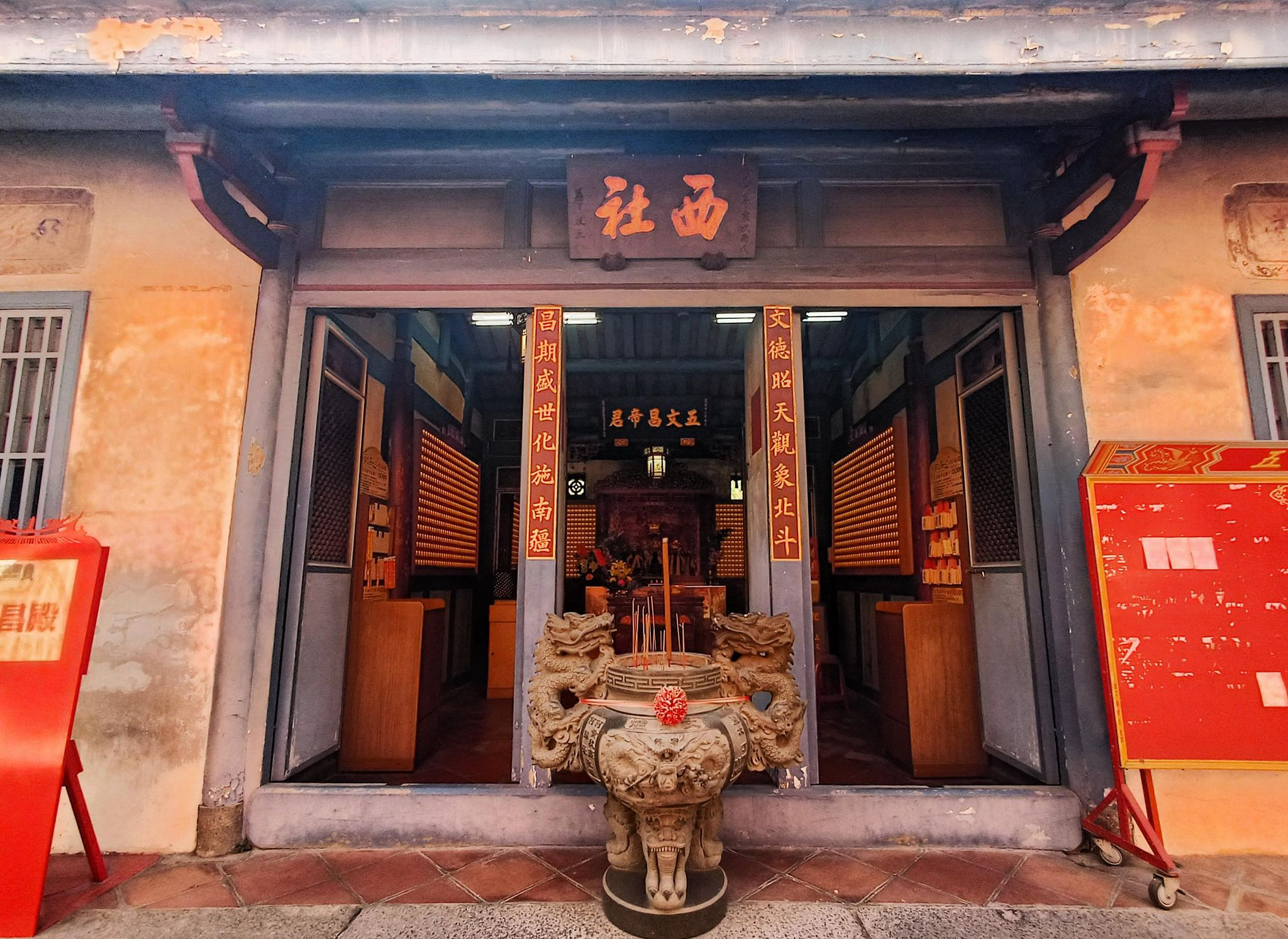
西社舊址，昔日為詩人的聚吟詩社，現改祀「五文昌」帝君
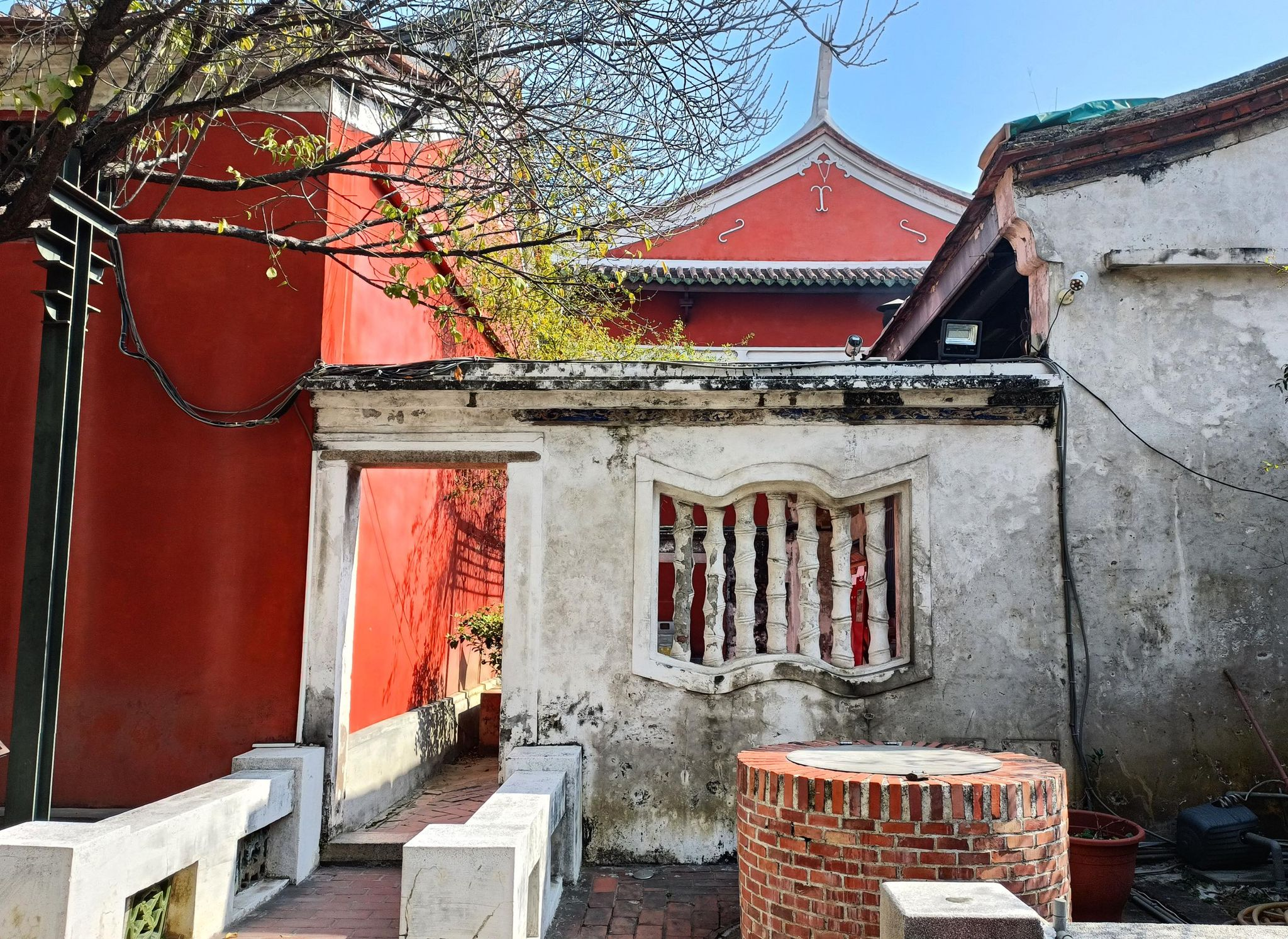
祀典武廟一景
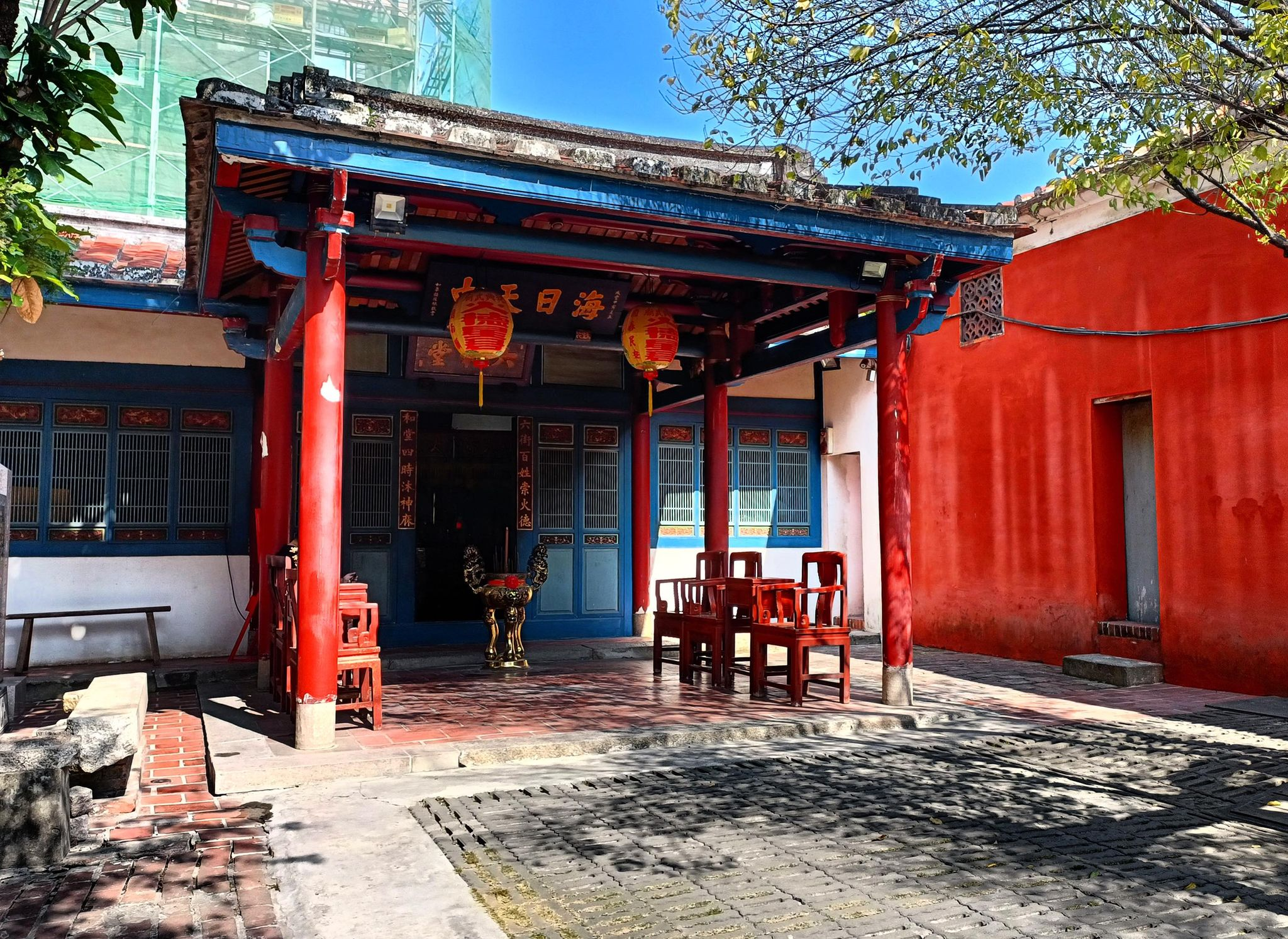
六和堂，曾作為聯境主持境務的辦事處使用，也是臺南共立幼稚園的創立地點

#### 觀音廳、西社、六和堂
觀音廳前有三開間六架歇山頂拜亭，左右設山牆，有八卦洞門，以減柱造與觀音廳前簷柱連接，空間簡潔、合而為一。觀音廳硬山頂，三開間，進深11架，與三代廳相仿。明間後牆在主神神龕旁左右共開兩門，較少見，可通往六和堂。六和堂三開間，明間設門扇，次間設窗，深進7架，明間帶四柱八架卷棚軒亭，室內設有八卦門分隔明間與次間；南邊西社坐南朝北，四開間，右側多出盡間。7架穿斗式，明間設隔扇，次間開窗，後方帶六架軒，設神龕。盡間不帶軒。

#### 其他
- 山牆、門釘

祀典武廟在永福路側的山牆是其最大特色，最高正殿12公尺，長66公尺:56，由於各殿的高度、造型不一，依各殿的高度呈現起伏的變化。從「三川燕尾」、「硬山規壁」、「歇山」、「歇山重簷」到「硬山燕尾」等造型，其間各進各落的區別，與其間的尊卑秩序，具有一目了然的視覺效果，造型頗為美觀。
廟門用門釘而不繪門神，中門各七十二顆、側門左右各五十四顆。「九」為陽數之極，並以此倍數呈現帝王之尊貴，也是祀典武廟之地位表徵。三川步口仰頭可見架棟上刺花裝飾，有插角（雀替）通隨、束隨、看隨、斗座、斗供、吊筒、爪筒等，精緻華麗、吉祥動物與花草紋樣，木雕豐富精美
- 惜字亭

祀典武廟正門龍邊外牆原設有一座百年惜字亭，年代為台南市唯二古老。因設置區緊鄰一旁私有民宅，因產權問題未劃入古蹟範圍而長年荒廢。2014年民宅拆除老屋時將惜字亭一併拆除。2016年祀典武廟與鄰房土地所有權人協調價購土地，2017年依照原設計圖重建新惜字亭。

### 環境

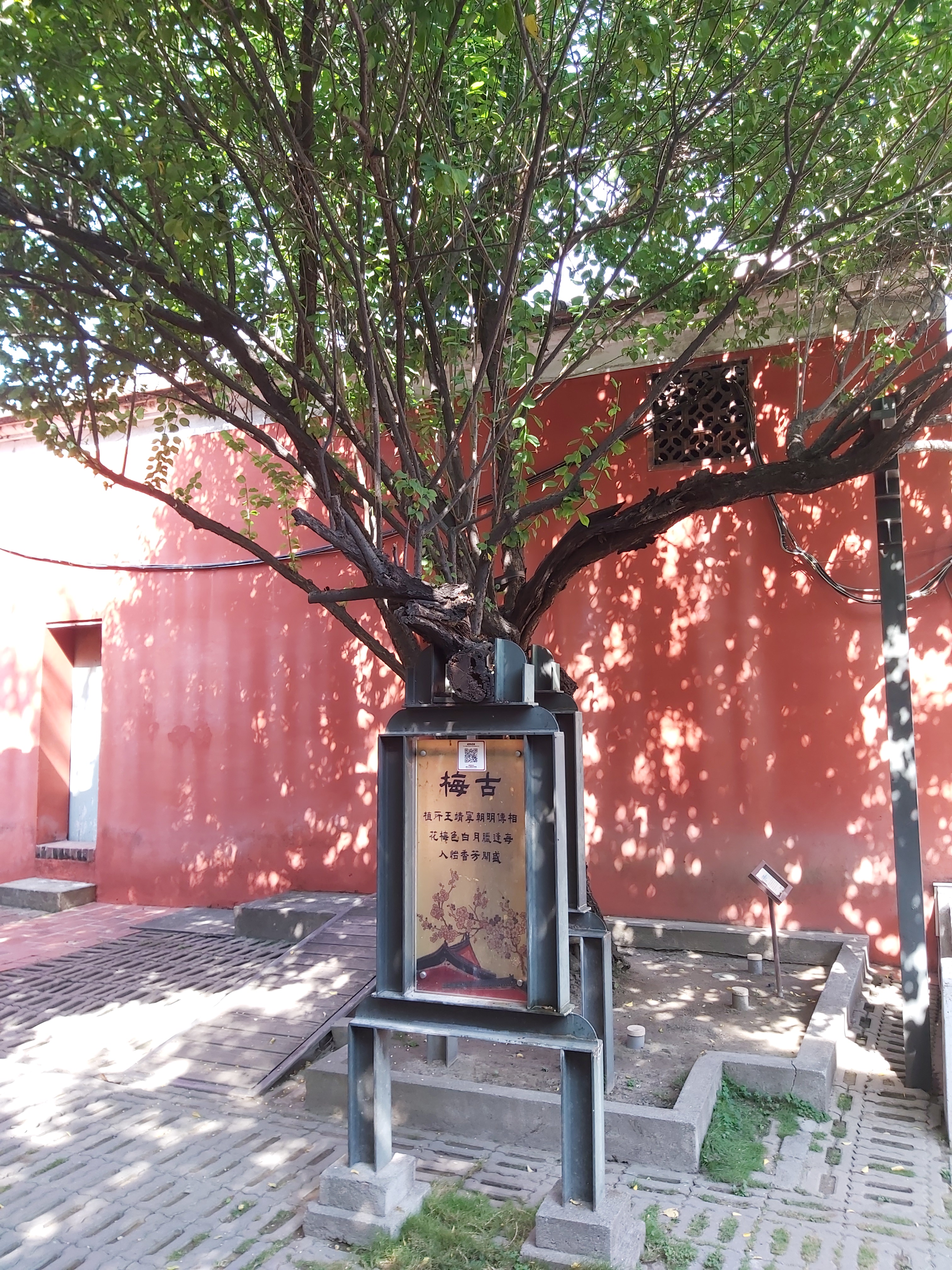
傳·明寧靖王手植古梅

觀音廳後有一株梅樹，相傳是明寧靖王所植。西社前植有石榴樹，也增添廟內勝景。祀典武廟原本與大天后宮相通，經六合堂院落旁通道可互通，通道現已封閉。

### 文物
廟內文物有咸豐七年（1857年）咸豐帝御筆「萬世人極」匾額、「文武聖人」、「文經武緯」、「至大至剛」、「至聖至神」等均為府城名匾。
其中又以正門上方所高懸的「大丈夫」匾，為乾隆五十九年（1794年）由臺澎丘道楊廷理所敬獻。其詞出自《孟子》滕文公篇下：「富貴不能淫，貧賤不能移，威武不能屈，此之謂大丈夫」。更為府城四大名匾。

## 建築修建年表[4]
- 康熙二十九年（1690年），臺廈道王效宗整修三代祠，正殿朝向改為南。
- 康熙三十五年（1696年），巡道高拱乾建高公祠於廟埕左側，即今馬使爺廳。
- 康熙五十三年（1714年），臺廈道陳璸重修，規制未改。
- 康熙五十六年（1717年），鳩眾修建，棟宇華麗，工巧異常。
- 乾隆三年（1738年），臺灣道尹士俍重修。
- 乾隆三十年（1765年），知府護巡道蔣允焄改廟左高公祠為官廳一座，立碑記。
- 乾隆四十二年（1777年），臺巡道蔣元樞重修關帝廟後，格局煥然如新構，立碑記。
- 乾隆五十四年（1789年），臺灣知事楊廷理重修，加建戲台於石埕前緣，立碑記。
- 道光二十一年（1841年），由紳商阮自元率眾舖戶修復六條街火災受波及部分。
- 明治三十九年（1906年），臺南市實施市街改正，廟東永福路拓寬時，馬使爺廳遭部分拆除。
- 民國八十年（1991年）由政府單位補助經費，著手動工修護一級古蹟祀典武廟，民國八十四年（西元1995年）竣工。
- 近年陸續有包含七層塔緊急修護工程、外牆土硃灰緊急搶修修復工程、金爐修護工程等眾多修復工程實施。可參考行政院文化部文化資產局之相關工程報告書。

## 其他
- 同治元年，祀典武廟成為六和境之首廟，與開基武廟、開基靈祐宮、米街廣安宮、倉神廟、粟埕祝融殿及赤崁土地廟等六廟，共同組成協防府城治安的民間組織。
- 西社位於觀音殿右畔，清代臺灣府城原有五社：「東社在彌陀寺、南社在法華寺、北社在黃蘗寺、中社在奎樓書院、西社即在祀典武廟內」。是為昔日府城文人聚吟之處，今日社內奉祀文昌帝君，並與孚佑帝君、文衡聖帝、魁斗星君、朱衣星君合稱「五文昌」，主管文運祿籍，為考生信仰的神祇。
- 六和堂組成北管國劇研究社，每週六是為樂團練唱場所。
- 「傳神觀世音」奉祀在觀音廳，又稱傳神觀自在。法相金面、傾首微語、近看慈祥、遠看莊嚴，神容之視線跟著參拜者走向移動，頗受稱奇。也是寧靖王府時期，府內祭拜家佛，故頗為珍貴。

## 外部連結
- 官方网站
- 祀典武廟的Facebook專頁
- 祀典武廟 - 國家文化資產網 （页面存档备份，存于）
- 祀典武廟 - 文化部iCulture （页面存档备份，存于）